# Pearl-Klasse (1856)
Die Pearl-Klasse war Klasse von zehn Korvetten der britischen Marine.

## Allgemeines
Die zehn hölzernen Flachdeckkorvetten mit Schraubenantrieb der Klasse basierten auf einem Entwurf des britischen Surveyor’s Department, der am 18. November 1853 bestätigt wurde. Die Pearl-Klasse hatte eine planmäßige Gesamtlänge von 68,65 Metern und war 12,29 Meter breit. Die Bewaffnung umfasste 20 20,3-cm-Kanonen in Breitseitenaufstellung und eine drehbar gelagerte 25,4-cm-Kanone am Bug.
Angetrieben wurde die Klasse durch eine horizontale Zweizylinder-Dampfmaschine mit einfacher Expansion und einer Leistung von 400 nhp über einen einzelnen Propeller.
Die Schiffe Pearl, Satellite und Cadmus wurden ursprünglich unter der Bezeichnung „Fregatten“ mit 1.390 Tonnen bestellt, jedoch wurde der Entwurf im November 1853 auf 1.462 Tonnen erweitert. Die Bestellung für die Cadmus ersetzten eine ältere Bestellung für die Segel-Korvette Coquette bei der Chatham-Werft aus dem Jahr 1834, die aber niemals formell storniert wurde.
Die Carybdis wurde von Oktober 1880 bis August 1882 an die kanadische Regierung als Schulschiff ausgeliehen.
Die Challenger wurde von 1872 bis 1876 für eine ozeanographische Forschungsweltreise genutzt und ging so in die Geschichte ein.

## Einheiten
| Name       | Bauwerft           | Bestellung    | Kiellegung      | Stapellauf         | Indienststellung   | Verbleib                                                     |
| ---------- | ------------------ | ------------- | --------------- | ------------------ | ------------------ | ------------------------------------------------------------ |
| Pearl      | Woolwich Dockyard  | 2. April 1853 | Januar 1854     | 13. Februar 1855   | 1. Januar 1856     | Juli 1877 aufgelegt, August 1884 zum Abbruch verkauft        |
| Satellite  | Devonport Dockyard | 2. April 1853 | 8. Juli 1853    | 26. September 1855 | 30. September 1856 | Dezember 1870 aufgelegt, September 1879 zum Abbruch verkauft |
| Cadmus     | Chatham Dockyard   | 2. April 1853 | 10. Mai 1855    | 20. Mai 1856       | 11. Mai 1859       | November 1874 aufgelegt, September 1879 zum Abbruch verkauft |
| Scout      | Woolwich Dockyard  | 3. April 1854 | August 1854     | 31. Dezember 1856  | 14. Juni 1859      | Juni 1875 aufgelegt, März 1877 zum Abbruch verkauft          |
| Scylla     | Sheerness Dockyard | 3. April 1854 | 4. Januar 1855  | 19. Juni 1856      | 13. Juni 1859      | April 1874 aufgelegt, November 1882 zum Abbruch verkauft     |
| Charybdis  | Chatham Dockyard   | 3. April 1854 | 29. März 1856   | 1. Juni 1859       | 5. November 1860   | 1884 verkauft                                                |
| Pelorus    | Devonport Dockyard | 31. März 1855 | 25. März 1856   | 5. Februar 1857    | 16. Juli 1857      | April 1868 aufgelegt, Februar 1869 zum Abbruch verkauft      |
| Challenger | Woolwich Dockyard  | 31. März 1855 | 3. Oktober 1855 | 13. Februar 1858   | 5. Mai 1861        | Januar 1921 zm Abbruch verkauft                              |
| Racoon     | Chatham Dockyard   | 31. März 1855 | 21. April 1856  | 24. April 1857     | 22. November 1857  | Juli 1873 aufgelegt, August 1877 zum Abbruch verkauft        |
| Clio       | Sheerness Dockyard | 31. März 1855 | 25. Juni 1856   | 26. August 1858    | 23. Juni 1859      | August 1919 zum Abbruch verkauft                             |